# 尼泊尔共产党（马列） (1998年)
尼泊尔共产党（马列）（英語：Communist Party of Nepal (Marxist–Leninist)）是尼泊尔的一个已不存在的共产党，它从尼泊尔共产党 (联合马列)分裂出来，成立于1998年3月5日。党主席是Sahana Pradhan，Bam Dev Gautam是秘书长。
在1999年的议会选举中，尼泊尔共产党 (马列) (1998)在全国范围内得到了6.4%的选票，但未能赢得一个席位。
2002年1月，尼泊尔共产党（马列）和另一个党合作组成统一派别。
2002年2月15日，尼泊尔共产党（马列）重新并入尼泊尔共产党（联合马列），但是党的重要领导人Mainali C.P拒绝合并，带领自己的追随者成立新的尼泊尔共产党（马列） (2002年)。